# Arnaud Bazin (rugby à XV)
Pour les articles homonymes, voir Arnaud Bazin et Bazin.

a Compétitions nationales et continentales officielles uniquement.

Dernière mise à jour le 18 mars 2021.
Arnaud Bazin, né le 24 novembre 1964, est un joueur français de rugby à XV qui évolue au poste de pilier.

## Biographie
Arnaud Bazin fait partie de l'équipe des Mammouths du FC Grenoble qui est finaliste du championnat de France 1993, défait 14 à 11 par le Castres olympique sur une erreur d'arbitrage,.
L'année suivante, il atteint les demi-finales du championnat de France 1994, défait 22 à 15 par l’ AS Montferrand,.

## Palmarès
Rugby
- Championnat de France de première division :
  - Vice-champion (1) : 1993
  - Demi-finaliste (1) : 1994

Judo
- - Finaliste du championnat de france junior de judo catégorie +95 kg
  - Finaliste du championnat du monde espoir de lutte sambo +100 kg
  - Finaliste du championnat du monde senior de lutte sambo +100 kg
  - Vainqueur du challenge Karlenpiev à Moscou catégorie +100 kg senior